# Szergej Pavlovics Gyagilev
Szergej Pavlovics Gyagilev (Сергей Павлович Дягилев, Serge de Diaghilev) (Szeliscsi, Oroszország, 1872. március 19. (31.) – Velence, Olaszország, 1929. augusztus 19.), a Cári Orosz Balett igazgatója.

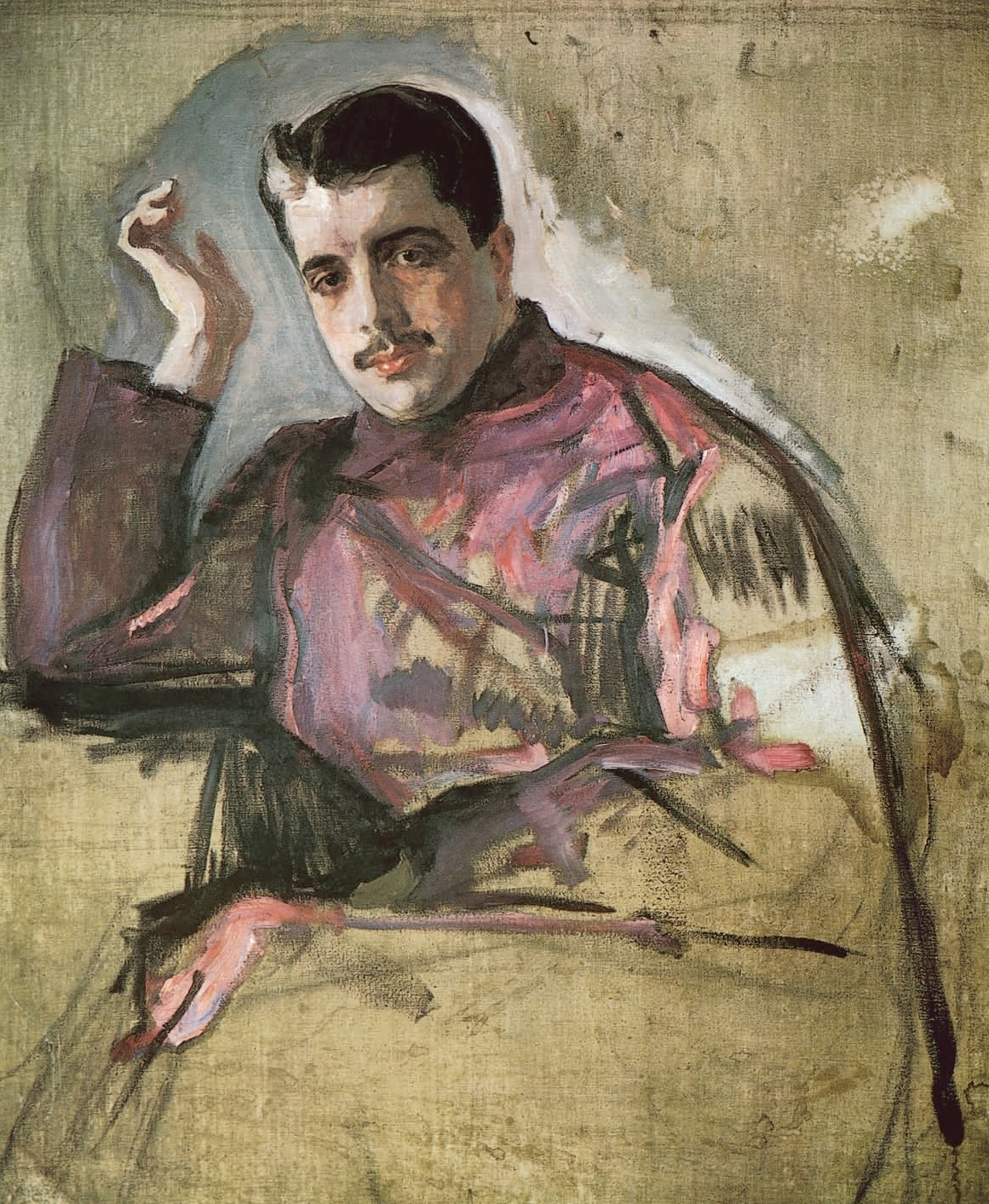
Valentyin Alekszandrovics Szerov festménye (olaj, vászon, 1904)

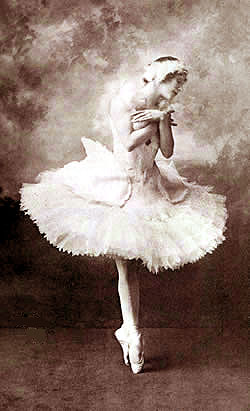
Anna Pavlova

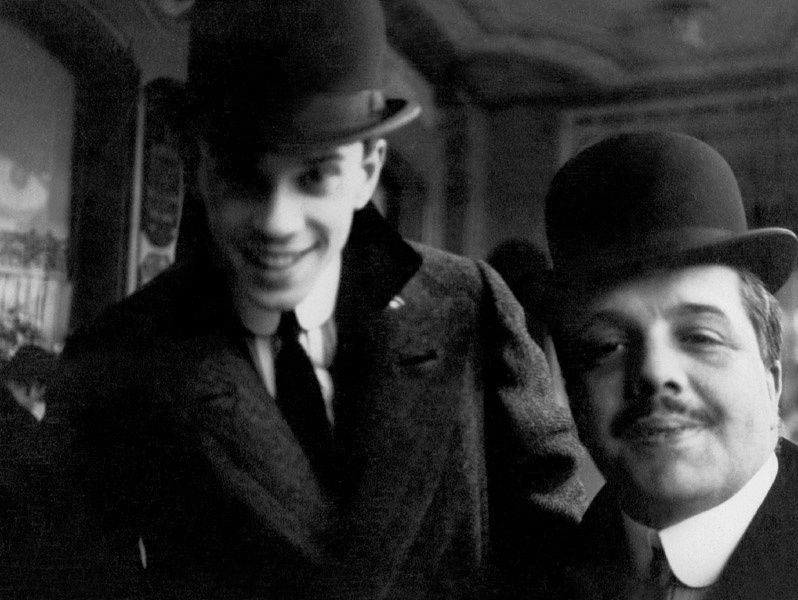
Nyizsinszkijjel Nizzában, 1911-ben

A Mir Iszkussztva (A Művészet Világa) c. avantgárd folyóirat megalapítása után (1899) kiállításokat és hangversenyeket rendezett. 1909-ben indította el az Orosz Balettet. Európai és amerikai turnékat szervezett, ezekkel rövid idő alatt világhírre emelte a társulatot, 1912-ben a Népoperában mutatkozott be Magyarországon a társulat.
1909-ben Gyagilev felkérte Mihail Fokin táncost, hogy dolgozzon vele Párizsban, ahol bemutatta az Orosz Balettot a francia közönségnek.
Fokin koreográfiái, A rózsa lelke, a Tűzmadár, a Petruska a 20. századi balett klasszikusaivá váltak. A társulathoz tartozott Anna Pavlova, aki Fokin a Hattyú halála című koreográfiáját minden idők legnépszerűbb táncszólójává tette. A társulat másik sztárja Vaclav Nyizsinszkij volt, akit nemcsak tánctudása, hanem zilált személyisége, végtelenül erotikus színpadi megjelenése is egy csapásra közismertté tett. Nyizsinszkij egy ideig Gyagilev szeretője is volt.
A párizsi és monte-carlói székhellyel 1921-ben újjászervezett együttes már nélkülözte korábbi sztárját, a Gyagilev által házassága miatt elűzött Nyizsinszkijt.